# Glovita Kesztyű Zrt.
A Glovita Kesztyű Zrt. egyike azon kevés magyar textilgyárnak, amely sikeresen talpon tudott maradni az 1989–1990-ben végbement politikai és gazdasági rendszerváltozást követően.

## A gyár története
Az 1920-as évek a magyarországi textilipar fellendülését hozták. A két világháború között ez az iparág fejlődött talán leggyorsabban. Ennek egyik fő oka az volt, hogy megszűntek a textilipar fejlődését gátló korábbi tényezők, mindenekelőtt az Osztrák–Magyar Monarchia olyan irányú iparpolitikája, amely elsősorban az osztrák és a cseh textiliparnak kedvezett. A külföldi konkurenciát védővámokkal nagymértékben korlátozták, így mód nyílt arra, hogy a hazai igényeket magyarországi gyárak elégíthessék ki. A 20. század második-harmadik évtizedében nagyon sok textilgyárat alapítottak és a régebben alapítottakat is jelentősen bővítették. Több ekkor létesült textilgyár országos, sőt európai hírnevet szerzett.
A bécsi székhelyű, 1875-ben Moriz Heller és Emil Askonas által alapított Strumpf- und Handschuhfabrik – Heller & Askonas cégnek már a németországi Chemnitzben is volt gyára, amikor 1929-ben Győrben, a leszerelt Ágyúgyár helyén magyarországi fióküzemét is létrehozta, minthogy mind a magyar államtól, mind a várostól jelentős adókedvezményeket kapott. Feltétel volt, hogy a gyárban 90%-ban magyar munkaerőt kell alkalmazni. A győri üzem kezdetben 120, később 240-re bővült létszámmal női harisnyákat készített, majd 1931-ben kesztyűgyártással is bővítette gyártási profilját. A magyarországi leányvállalat 1932-től Hellas Rt.  néven működött. Az 1948-as államosítást követően a vállalat Győri Kötöttkesztyűgyár néven folytatta tevékenységét. 1952-ben megszűntették a harisnyagyártást, csak kesztyűgyártással foglalkoztak tovább. 1984-ben vették fel a Glovita Győri Kötöttkesztyűgyár nevet. Divatkesztyűket és kesztyűbéléseket készítettek főként hagyományos – részben saját gyártású – síkkötőgépeken. 1975-ben vásárolták meg az első, japán gyártmányú, önműködő kesztyűkötőgépeket, amelyek akkor a világpiacon is újdonságnak számítottak. Ezek a gépek teljesen készre kötik a kesztyűket, nem igényelnek további szabást, varrást. Az első ilyen gépeket az évek során azután továbbiak követték. Ez az új technológia lehetővé tette a kötöttkesztyű-gyártás termelékenységének jelentős javítását és a termelés felfuttatását. 1978-ban további fejlesztések során ugyanettől a cégtől jacquard-mintás divatkesztyűk kötésére alkalmas gépekkel bővítették a gépparkot. 1984-ben önálló exportjogot kaptak. Ekkorra már a Glovita Közép-Európa legnagyobb kesztyűgyára lett, termelése évi 10 millió pár körül volt. Termékeit – a hazai piac ellátása mellett – számos európai és tengerentúli országba szállította. A vállalat 1992-ben alakult át − részben magyar, részben külföldi (francia és német) tőkével − részvénytársasággá és ekkor vette fel a Glovita Kesztyű Zrt. nevet. A privatizáció 1994-re fejeződött be.
1963-ban – az állami vidéki ipartelepítési koncepcióját követve – a vállalat Celldömölkön alapított egy üzemet, ahol szabott kesztyűket és rugalmas kötszereket, valamint judo- és karate-ruhákat állítottak elő. (Az 1980-ban rendezett moszkvai olimpián  a szocialista országok valamennyi versenyzője a celldömölki Kesztyűgyárban készült ruhában judózott.) A rendszerváltás után ez az üzem Glovitalia Kft. néven olasz–magyar vegyesvállalattá alakult és sportruházati termékekre szakosodott, de 2017-ben piacait elvesztette és végelszámolással megszűnt.

## A gyár termékei

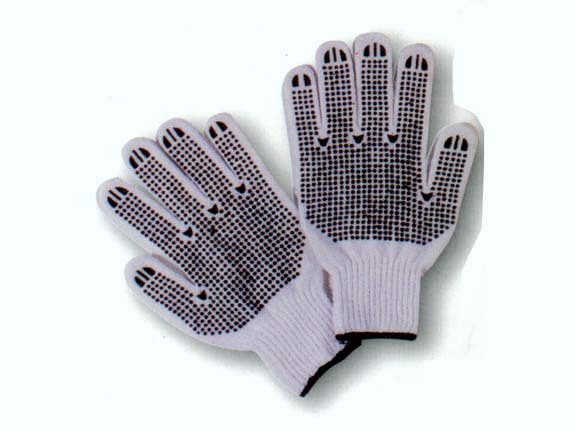
Csúszásmentesített kötött munkakesztyű

A Glovita kezdetben kötött divatkesztyűket és bőrkesztyűkbe való kötött kesztyűbéléseket gyártott, később rátért a szintén kötött munka kesztyűk készítésére is, amelyeket csúszásgátló műanyag göböcskékkel borítva is forgalomba hozott. Később profilját különböző szabott – nem kötéstechnológiával gyártott – munkavédelmi kesztyűkkel bővítette, emellett a divatkesztyűk gyártását visszafejlesztette. 2002 óta már kizárólag munka- és védőkesztyűket gyártanak hagyományos (pamut, poliamid) és kifejezetten munkavédelmi célokat szolgáló (hőhatás, szúrás és vágás ellen védő) szálasanyagokból, évente több mint 10 millió párat (2022. évi adat), mintegy 75%-ban exportpiacokra. Ezeket a termékeket az ipar, az építőipar és a mezőgazdaság legkülönbözőbb területein használják.

## További információ
- A Glovita Kesztyű Zrt. honlapja